# Estación Villa Sierra (Metrocable de Medellín)
La estación Villa Sierra es la primera estación de la Línea H del Metrocable de Medellín, de oriente a suroccidente. Fue inaugurada el 17 de diciembre de 2016.

## Diagrama de la estación
| SUELO     |                                                                  |                  |
|           | Plataforma en U, las puertas se abren a la derecha para ingresar | Salida / Entrada |
| Occidente | ← hacia Estación Las Torres (Oriente)                            | Salida / Entrada |
| Occidente | → Terminal                                                       | Salida / Entrada |
|           | Plataforma en U, las puertas se abren a la izquierda para bajar  | Salida / Entrada |
|           |                                                                  |                  |

## Horario
| Horarios de estación                      | Lunes a viernes | Sábado | Domingo y festivos |
| ----------------------------------------- | --------------- | ------ | ------------------ |
| Primer góndola con dirección Villa Sierra | —               | —      | —                  |
| Primer góndola con dirección Oriente      | 04:30           | 04:30  | 09:04              |
| Última góndola con dirección Villa Sierra | —               | —      | —                  |
| Última góndola con dirección Oriente      | 22:20           | 22:20  | 21:40              |